# Periplacis glaucoma
Periplacis glaucoma is een vlindersoort uit de familie van de prachtvlinders (Riodinidae), onderfamilie Riodininae.
Periplacis glaucoma werd in 1837 beschreven door Geyer.